# Geranium canopurpureum
Geranium canopurpureum là một loài thực vật có hoa trong họ Mỏ hạc. Loài này được P.F.Yeo mô tả khoa học đầu tiên năm 1992.